# 甘肃省绵羊育种场
甘肃省绵羊育种场，是中华人民共和国甘肃省张掖市肃南裕固族自治县下辖的一个类似乡级单位。

## 行政区划
甘肃省绵羊育种场下辖以下地区：
绵羊育种场虚拟村。